# Charles Gordon (10e marquis de Huntly)
Pour les articles homonymes, voir Charles Gordon et Gordon.
Charles Gordon, 10e marquis de Huntly (4 janvier 1792 - 18 septembre 1863), portant le titre de Lord Strathavon de 1794 à 1836 et de comte de Aboyne de 1836 à 1853, est un pair écossais et un homme politique conservateur (1818-1830), puis un whig (à partir de 1830).

## Famille
Il est le fils aîné du George Gordon (9e marquis de Huntly) et de son épouse, Catherine (des barons de Cope de Bruern). Il fait ses études au St John's College, à Cambridge et entre au Parlement en 1818 en tant que député conservateur pour East Grinstead avant d'être élu député whig pour Huntingdonshire en 1830. De 1826 à 1830, il est Lord de la Chambre à coucher du roi, puis Lord-in-waiting de 1840 à 1841, son dernier poste étant celui de Lord Lieutenant de l'Aberdeenshire de 1861 jusqu'à sa mort.
Le 20 mars 1826, il épouse Elizabeth Conyngham (fille aînée de Henry Conyngham (1er marquis Conyngham)). Elizabeth meurt en 1839 et il épouse Maria Antoinetta Pegus, demi-sœur de George Frederick Albemarle Bertie, 10e comte de Lindsey, le 10 avril 1844; ils ont quatorze enfants :
- Mary Katherine Gordon (8 janvier 1845 - 8 septembre 1930), mariée à Edmund Turnor, le 17 avril 1866
- Evelyn Elizabeth Gordon (22 mars 1846 - 16 mars 1921), épouse le 14 juillet 1863, Gilbert Heathcote-Drummond-Willoughby (1er comte d'Ancaster)
- Charles Gordon (11e marquis de Huntly)
- Lewis Gordon, perdu en mer sur le HMS Captain (3 mai 1848 - 7 septembre 1870)
- Bertrand Gordon (24 juillet 1850 - 10 août 1869)
- Douglas William député de Cope Gordon (11 octobre 1851 - 4 août 1888)
- Esmé Stuart Gordon (12 mars 1853 - 29 septembre 1900), épouse Elizabeth Anne Phippen Brown le 21 juillet 1874
- Grace Cecilie Gordon CBE (15 octobre 1854 - 12 mai 1941), mariée à Hugh Lowther, 5e comte de Lonsdale le 27 juin 1878
- Granville Armyne Gordon (14 juin 1856 - 14 juin 1907), épouse Charlotte D'Olier Roe (décédée le 28 mai 1900), le 4 septembre 1878, dont descendent les 12e et 13e marquis.
- Margaret Ethel Gordon (5 février 1858 - 25 avril 1950), épouse George Ormsby-Gore (3e baron Harlech) le 25 juillet 1881
- Randolph Seaton Gordon (17 mai 1859 - 16 juillet 1859)
- Elena Mary Gordon (29 novembre 1861 - 19 janvier 1936), épouse le major George Lamplugh Wickham le 28 février 1885
- Edith Blanche Gordon (29 novembre 1861 - 25 décembre 1862)
- Ethelreda Caroline Gordon (31 janvier 1864 - 9 mai 1961)[2]

Il hérite des titres de son père en 1853 et, à sa mort, dix ans plus tard, ils sont transmis à son fils aîné, Charles.

## Cricket
Il joue au cricket de première classe du Hampshire, du Middlesex, du Kent, du Surrey et du club de cricket de Marylebone au cours d'une carrière amateur s'étalant de 1819 à 1843 ,,.
Il a également joué pour W Ward's XI, les Players, les Gentlemen, les mariés, le Lord Strathavon's XI (son propre club) et les Gentlemen of Kent. En 33 matches, il a inscrit 193 points, dont le score le plus élevé est de 19 contre l'Université d'Oxford, avec une moyenne de 4,02 .